# Burchard von Hornhausen
Burchard von Hornhausen (1252 ou 1254 - 13 juillet 1260), est un grand maître des Chevaliers Teutoniques de l'Ordre de Livonie.
Burchard von Hornhausen est le commandant de la place-forte de Königsberg et le maître d'œuvre du château de Königsberg. Il fut le commandant du territoire de Sambie. 
Il rejoint les forces du roi de Bohême Ottokar II de Bohême.
Les Samogitiens battent les forces conjointes des Chevaliers Teutoniques de Prusse et de l'Ordre de Livonie. 150 Chevaliers ont été tués, y compris le Grand-Maître livonien Burchard von Hornhausen. Elle est de loin la plus grande défaite des chevaliers teutoniques au cours du XIIIe siècle.  La bataille a défait pour une vingtaine d'années, la conquête de la Livonie et il a fallu une trentaine d'années à l'Ordre de Livonie pour rétablir son contrôle.